# فرگاناسور
فرگاناسور (نام علمی:  Ferganasaurus verzilini) نام یک سرده از زیرراسته خزنده‌پاریختان است.